# クリスマス タイム
『クリスマス タイム』は、栗林誠一郎がBarbier（バルビエ）名義でリリースしたシングル。

## 内容
独立UHF系ネット「J-ROCK ARTIST COUNT DOWN 50」エンディングテーマで、間奏の部分は栗林のベース・ソロが聞ける。後に、ZARDがセルフカバーし、『ZARD BLEND II 〜LEAF&SNOW〜』に収録された。カップリングの「あなたに帰りたい」は、AMYの英訳詞でセルフカバー。
2008年にピアニストの羽田裕美が『あなたを感じていたい ～ZARD Piano Classics～』にて、カバー。

## 収録曲
1. クリスマス タイム
  - 作詞:坂井泉水 / 作曲:栗林誠一郎 / 編曲:梅野貴典、Robbie Kondor
2. あなたに帰りたい
  - 作詞:坂井泉水（英訳詞:AMY） / 作曲:栗林誠一郎 / 編曲:葉山たけし

ZARDの5thアルバム『OH MY LOVE』の収録曲「あなたに帰りたい」のカバー。
3. クリスマス タイム [ORIGINAL KARAOKE]
4. あなたに帰りたい [ORIGINAL KARAOKE]

## 参加ミュージシャン
- 栗林誠一郎 - ボーカル、ベース
  - 葉山たけし - ギター、シンセサイザー
  - 小澤正澄（PAMELAH） - ギター
  - 坂井泉水（ZARD） - コーラス
  - 鈴木康志 - コーラス